# Santo Niño, delstaten Mexiko
Santo Niño är en ort i Mexiko, tillhörande kommunen Coatepec Harinas i södra delen av delstaten Mexiko. Orten hade 341 invånare vid folkräkningen 2010.